# Мађента (Милано)
Мађента (итал. Magenta) је насеље у Италији у округу Милано, региону Ломбардија.
Према процени из 2011. у насељу је живело 22566 становника. Насеље се налази на надморској висини од 136 м.

## Становништво
Према резултатима пописа становништва 2011. у општини је живело 22.877 становника.
| 1931.  | 1936.  | 1951.  | 1961.  | 1971.  | 1981.  | 1991.  | 2001.  | 2011.  |
| ------ | ------ | ------ | ------ | ------ | ------ | ------ | ------ | ------ |
| 12.682 | 13.021 | 15.513 | 18.417 | 23.700 | 23.825 | 23.667 | 22.839 | 22.877 |

## Партнерски градови
- Мађента